# Perevalsk
Perevalsk (em ucraniano:  Перевальськ; em russo:  Перевальск) é uma cidade da Ucrânia, situada no Oblast de Luhansk. Tem 30 km² de área e sua população em 2020 foi estimada em 25.044 habitantes.